# 拉特蘭鎮區 (明尼蘇達州馬丁縣)
拉特蘭鎮區（英語：Rutland Township）是位於美國明尼蘇達州馬丁縣的一個行政鎮區，得名自佛蒙特州的拉特蘭。

## 地方資料
拉特蘭鎮區的面積為95.82平方千米，當中陸地面積為92.30平方千米，而水域面積為3.52平方千米。根據2020年美國人口普查的數據，當地共有人口366人，而人口密度為每平方千米3.82人。